# Pomerol

Pomerol este o comună în departamentul Gironde din sud-vestul Franței. În 2009 avea o populație de 717 de locuitori.

## Evoluția populației
| An        | 1975  | 1982 | 1990 | 1999 | 2006 | 2009 |
| --------- | ----- | ---- | ---- | ---- | ---- | ---- |
| Populație | 1.037 | 962  | 867  | 848  | 763  | 717  |